# Trinity Likins
Trinity Rose Likins (nacida el 12 de mayo de 2006) es una actriz y modelo canadiense. Es conocida por sus papeles de Jellybean Jones en la serie Riverdale, como Emma Landry en la miniserie de televisión Unspeakable, y como Amelia en la película Christmas in the Air / 12 Days.

## Primeros años y carrera
Likins nació en Columbia Británica, Canadá. Asistió a la escuela primaria Valleycliffe y actualmente está en la escuela secundaria. Likins tiene un hermano mayor. Ella ha afirmado que quería convertirse en actriz durante su infancia y le rogó a su madre que contratara a un agente de talentos para ella durante años, diciendo: "Solía representar obras de teatro en la casa para mi familia, también haría la obra de teatro de la escuela todos los años". En 2017, después de encabezar su grupo de edad en el programa de talentos Premiere, Likins ganó la representación de Nigel Mikoski.
En 2018, Likins participó en la temporada 3 de Riverdale de The CW, una serie basada en los personajes y tramas de Archie Comics. Likins interpretó el papel de Forsythia Jellybean Jones, la hermana menor del personaje principal Jughead Jones (Cole Sprouse). Su casting fue anunciado en New York Comic Con junto con el de Gina Gershon como la madre de los hermanos y la antagonista de la tercera temporada Gladys Jones. Likins ha dicho que su padre le informó por primera vez de su casting mientras estaba en la hora del almuerzo en la escuela. Hay rumores no confirmados de que Likins venció a la estrella de Stranger Things Millie Bobby Brown por el papel.
Likins también ha modelado para múltiples medios.

## Filmografía

### Papeles de televisión y cine
| Año           | Título                       | Papel                       | Notas                  |
| ------------- | ---------------------------- | --------------------------- | ---------------------- |
| 2017          | Christmas in the Air/12 Days | Amelia                      | Película de televisión |
| 2018-presente | Riverdale                    | Forsythia "Jellybean" Jones | 23 episodios           |
| 2019          | Unspeakable                  | Emma Landry                 | 4 episodios            |